# Азербайджано-бангладешские отношения
Азербайджано-бангладешские отношения — двусторонние отношения между Азербайджаном и Бангладеш в политической, экономической и культурной областях.

## Дипломатические отношения
Бангладеш признал независимость Азербайджана 30 декабря 1991 года. 26 февраля 1992 года Бангладеш стал 13-й страной, официально начавшей дипломатические отношения с Азербайджаном.
Посол Азербайджана в Индии также аккредитован в Бангладеш. 
Посол Бангладеш в Турции М. также аккредитован послом Бангладеш в Азербайджане.
Действует консульство Бангладеш в Баку.
В парламенте Азербайджана действует двусторонняя рабочая группа. Руководитель группы — Айдын Гусейнов.
Между сторонами действуют 4 документа, в том числе договор о сотрудничестве в обрасти культуры (29 ноября 2019).

### Официальные визиты
В 2013 году министр гражданской авиации и туризма Бангладеш Мухаммед Фарук Хан посетил Баку для участия во 2-м Всемирном форуме по межкультурному диалогу.
В 2013 году министр иностранных дел Бангладеш Дипу Мони совершила официальный визит в Баку. Мони провела официальную встречу с президентом Азербайджана Ильхамом Алиевым. Она также провела встречи с министром экономического развития Шахином Мустафаевым и главой Государственной миграционной службы Азербайджана Фирудином Набиевым. Официальный визит Дипу Мони в Баку был назван «поворотным пунктом» в двусторонних отношениях между Азербайджаном и Бангладеш.
С 3 по 6 апреля 2018 года Шахрияр Алам посетил Баку для участия в 18 конференции Движения неприсоединения.
5 — 6 мая 2008 года министр иностранных дел Азербайджана Эльмар Мамедъяров посетил Дакку для участия в 45 сессии совета министров иностранных дел Организации исламского сотрудничества.
В ноябре 2024-года премьер-министр временного правительства Бангладеша Мухаммед Юнус посетил Баку с целью принять участие на саммите COP29.

## Международное сотрудничество
Страны сотрудничают в рамках Организации Объединённых Наций и Организации исламского сотрудничества.
Бангладеш поддержал Азербайджан в ООН в вопросе урегулирования карабахского конфликта. Также Бангладеш поддерживает позицию Азербайджана в вопросе Ходжалинского геноцида.
Азербайджан поддержал Бангладеш в его выдвижении в Международную морскую организацию в 2011 году.
Обе страны являются членами инициативы Азиатского банка инфраструктурных инвестиций.

## Экономическое сотрудничество
Азербайджан и Бангладеш проявили интерес к расширению торговли и инвестиций. Азербайджан заинтересован в импорте бангладешских готовых изделий, фармацевтических препаратов, изделий из кожи и керамики.
В 2013 году две страны согласились сформировать Совместную экономическую комиссию для изучения торговых, экономических и инвестиционных возможностей. 
В 2014 году Азербайджан направил проект соглашения о торгово-экономическом сотрудничестве в Министерство торговли и правительство Бангладеш. Соглашение поможет «расширить сотрудничество с участием государственных органов, работающих в экономической сфере, профессиональных организаций, бизнеса, федераций, палат, региональных и местных организаций. Соглашение также призывает к расширению визитов, встреч и взаимодействия между людьми и предприятиями обеих стран для обеспечения участия в ярмарках, деловых мероприятиях, семинарах, симпозиумах и конференциях.

### Товарооборот (тыс. долл)
| Год  | Экспорт Азербайджана | Импорт Азербайджана | Сумма товарооборота |
| ---- | -------------------- | ------------------- | ------------------- |
| 2020 | 359,59               | 7 719,69            | 8 079,28            |
| 2021 | 290,22               | 11 273,68           | 11 563,9            |
| 2022 | 1 859,34             | 17 465,57           | 19 324,91           |
| 2023 | 1 959,80             | 23 921,79           | 25 881,59           |